# Agelasta siamensis
Agelasta siamensis là một loài bọ cánh cứng trong họ Cerambycidae.